# Rangāpāra
Rangāpāra är en ort i Indien.   Den ligger i distriktet Sontipur och delstaten Assam, i den östra delen av landet, 1 500 km öster om huvudstaden New Delhi. Rangāpāra ligger 91 meter över havet och antalet invånare är 18 739.
Terrängen runt Rangāpāra är mycket platt. Runt Rangāpāra är det tätbefolkat, med 257 invånare per kvadratkilometer. Det finns inga andra samhällen i närheten. Omgivningarna runt Rangāpāra är en mosaik av jordbruksmark och naturlig växtlighet.